# Попечительский совет
Попечительский совет — орган самоуправления учреждения, ведающий распределением пожертвований в адрес данного заведения. В состав попечительского совета могут входить инвесторы и их представители, а также представители государственной власти или родители обучающихся. Попечительский совет с одной стороны способен регулировать работу ответственных лиц учебного заведения, а с другой — составляет планы расходования средств, включая ремонт помещений и денежного стимулирования работников заведения. По сути, попечительский совет является разновидностью фонда, поэтому он требует соответствующего юридического оформления.